# Агамурадов, Сапар
Сапар Агамурадов (род. 1927 год) — бригадир колхоза «Ленинизм» Калининского района Ташаузской области, Туркменская ССР. Герой Социалистического Труда (1971).
Бригада Сапара Агамурадова досрочно выполнила коллективные социалистические обязательства и производственные задания Восьмой пятилетки (1966—1970). 8 апреля 1971 года Указом Президиума Верховного Совета СССР удостоен звания Героя Социалистического Труда «за выдающиеся успехи, достигнутые в развитии сельскохозяйственного производства и выполнении пятилетнего плана продажи государству продуктов земледелия и животноводства» с вручением ордена Ленина и золотой медали Серп и Молот.
С 1988 года — персональный пенсионер союзного значения. Проживал в Калининском районе Ташаузской области.